# Autómentes város

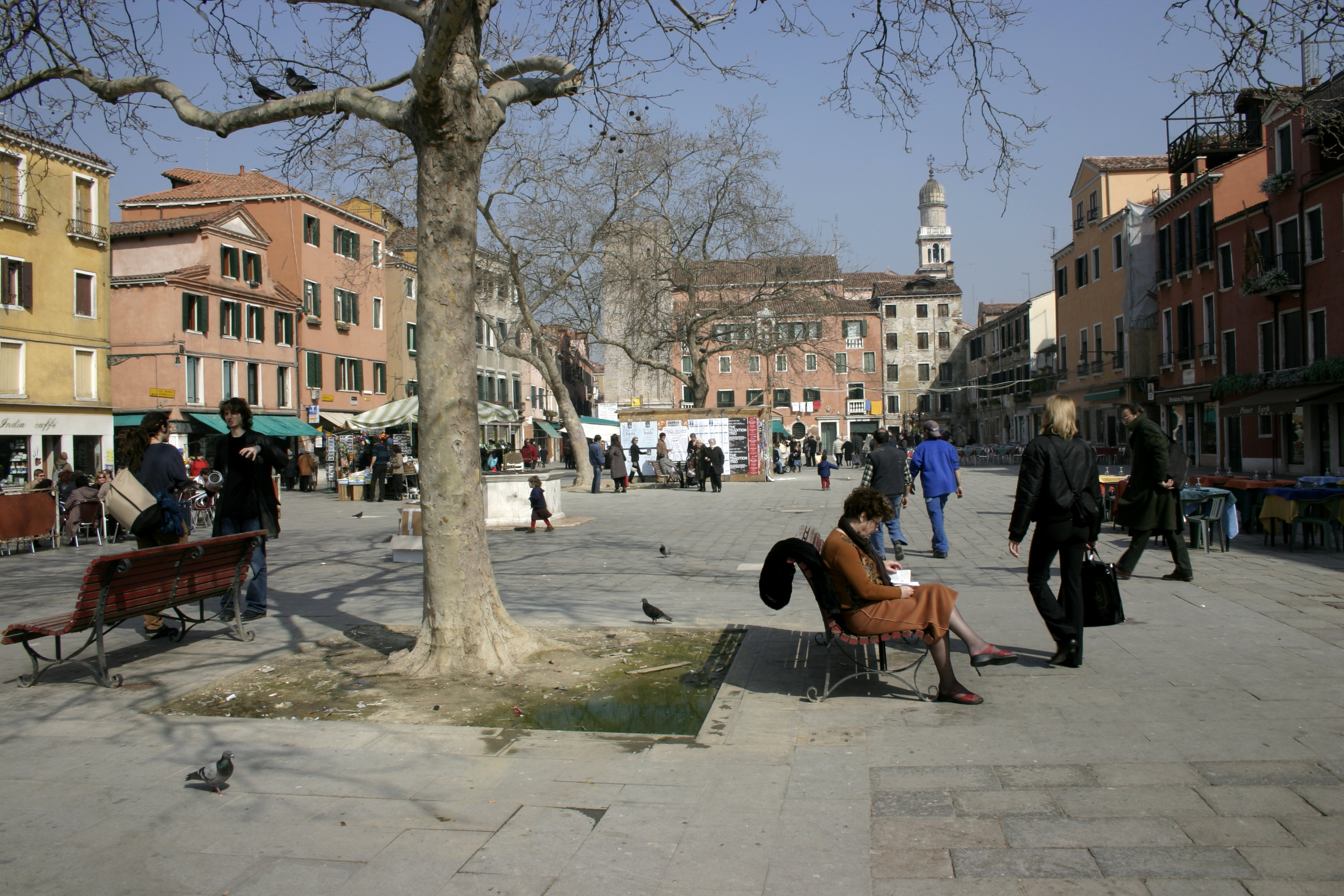
Egy tér az autómentes Velencében

Egy autómentes város egy olyan lakossági központ, amelyben a közlekedési igényeket elsősorban a tömegközlekedés, gyalogos közlekedés és a biciklizés elégítik ki. Az autómentes városok nagy mértékben csökkentik egy lakott terület petróleumfüggőségét, légszennyezettségét és üvegházhatású gázkibocsátását, valamint a közlekedési balesetekben elvesztett életek számát, a zajszennyezést és a közlekedési torlódásokat.
Bizonyos városokban számos kerület tiltja a motorizált járművek behajtását (ezeket autómentes övezetnek hívják). Európában, Ázsiában és Afrikában sok város évszázadokkal az automobil feltalálása előtt épült, így ezen városok legrégebbi részei természetes alapon autómentes övezetek maradtak, különösen olyan területeken, ahol az utcák és sikátorok túlságosan szűkek az autók áthaladásához.

## Politika
Bizonyos autómentes városok állami tervezéssel és finanszírozással valósulnak meg, mint például Masdar city (egy kísérleti városrész az Egyesült Arab Emírségekben), vagy a "Great City" Kínában, míg más tervek magánszervezetek által készülnek, mint például a The Venus Project tervei.
Az autóutak terhét nélkülöző városokban nincs szükség az úthasználat adóztatására sem.

## Példák
Gentben (Belgium) a teljes belváros autómentes - csak tömegközlekedési járművek, taxik és engedéllyel rendelkezők hajthatnak be, azonban nem léphetik át az 5 km/h megengedett sebességet. Koppenhágában (Dánia) egy nagy méretű autómentes belvárosi bevásárlóövezet található, a Strøget; itt található Európa egyik leghosszabb sétálóutcája is.
Velence (Olaszország) városa remekül példázza egy modern város autók nélküli működőképességét. Mivel a várost több mint 1500 évvel ezelőtt alapították, ez a felépítés nem szándékos autómentesítés eredménye. A várost autóval megközelítő vendégek valamint az autótulajdonos lakosok egy, a város szélén található parkolóban hagyhatják a járműveiket, ahonnan vonattal vagy gyalogosan közelíthetik meg a városközpontot. A város első számú közlekedési módja a gyalogos közlekedés, ám emellett motorizált vízibuszok (vaporettók) is igénybe vehetők, amelyek a város csatornáin közlekednek.

## További információ
- Hart, Stanley I. & Alvin L. Spivak. The Elephant in the Bedroom: Automobile Dependence & Denial : Impacts on the Economy and Environment. Hope Publishing House, 1993.
- Kay, Jane Holtz.  Asphalt Nation: How the Automobile Took Over America, And How We Can Take It Back.  University of California Press. 1998.
- Marshall, Alex. How Cities Work : Suburbs, Sprawl, and the Roads Not Taken. University of Texas Press, 2001.
- Newman, P & Kenworthy, J.  Cities and Sustainability: Overcoming automobile dependence. Island Press. 1998.
- Wright, L. Car-Free Development. Eschborn: GTZ, 2005.